# Jaume d'Agramunt
Jaume d'Agramunt (?-Lérida, 1350) fue un médico y escritor catalán conocido por su extensa investigación de la peste negra.
La biografía de Jaume d'Agramunt es poco conocida, pero su nombre aparece en la historia cuando, el 2 de abril de 1348, entregó al Alcalde de Lérida su obra titulada Regiment de preservació a epidímia e pestilència e mortaldats (Métodos de protección contra la epidemia y pestilencia y muertes), considerado el primer texto médico escrito en catalán. La obra contiene observaciones precisas de la enfermedad, derivadas de las creencias sobrenaturales de la época, y explicaciones basadas en la astrología. La obra también contiene teorías de Jaume d'Agramunt de cómo protegerse de la plaga. Poco después de entregar su obra, Jaume d'Agramunt murió de la enfermedad que estudió cuando la plaga llegó a Lérida. 